# Archidiocèse de Conakry
L’archidiocèse de Conakry est un archidiocèse de l'Église catholique en Guinée.

## Histoire
La préfecture apostolique de la Guinée française est érigée le 18 octobre 1897. Le 18 avril 1920, elle est élevée au rang de vicariat apostolique. Le 12 mai 1949, la juridiction perdant une partie de son territoire pour former la préfecture de Kankan, elle est renommée en vicariat apostolique de Conakry.
Le 14 septembre 1955, le vicariat est promu au rang d'archidiocèse. Il a pour suffragant les diocèses de Kankan et de N'Zérékoré. Ensuite fut créé en fin 2023 le diocèse Kissidougou. Le jeudi 22 février 2024, le pape érige le nouveau diocèse de Boké. Pour assurer cette nouvelle charge, un nouvel évêque le père Moïse Tinguiano a été choisi.
Jusque là, le curé de la paroisse Saint-Augustin de Taouyah et directeur de la radio Voix de la paix, Monseigneur Moïse Tinguiano, est le nouvel évêque du diocèse de Boké. Son intronisation aura lieu le 27 avril 2024 à Boké.
Outre la région de Conakry, il dirige les préfectures de Boffa, Coyah, Dalaba, Forécariah, Fria, Gaoual, Kindia, Koubia, Koundara, Labé, Lélouma, Mali, Mamou, Pita, Télimélé, Tougué. Il comprend une trentaine de paroisses regroupées en sept doyennés.

## Lieux de culte
Le siège du diocèse est la cathédrale Sainte-Marie de Conakry. À Boffa, où fut construite la première église en Guinée, a lieu chaque année un pèlerinage,.

## Liste des archevêques
- 9 mars 1911 - 2 juillet 1949 : Raymond-René Lerouge (préfet apostolique, puis vicaire apostolique)
- 12 mars 1950 - 18 juillet 1954 : Michel Bernard (vicaire apostolique)
- 8 mai 1955 - 10 mars 1962 : Gérard de Milleville (vicaire apostolique, puis archevêque)
- 10 mars 1962-13 août 1979 : Raymond-Marie Tchidimbo
- 13 août 1979-1er octobre 2001 : Robert Sarah
- depuis le 6 mai 2003 : Vincent Coulibaly